# Parsons Green (metropolitana di Londra)
La stazione di Parsons Green è una stazione della metropolitana di Londra sulla diramazione di Wimbledon della Linea District.

## Storia
La stazione venne inaugurata il 1º marzo 1880, quando la Metropolitan District Railway (ora linea District) estese il tracciato da West Brompton a Putney Bridge.

## Galleria d'immagini

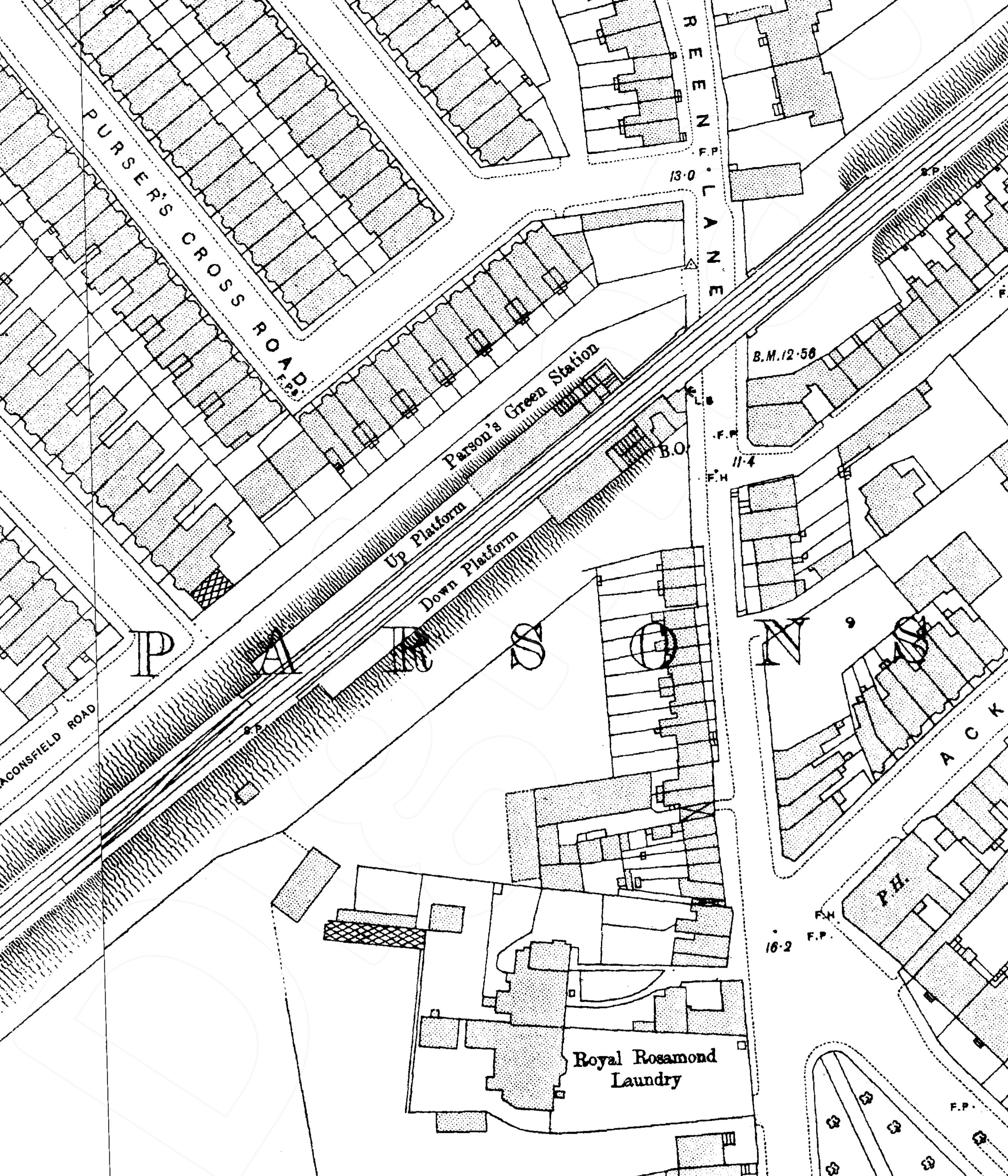
La stazione negli anni 1890
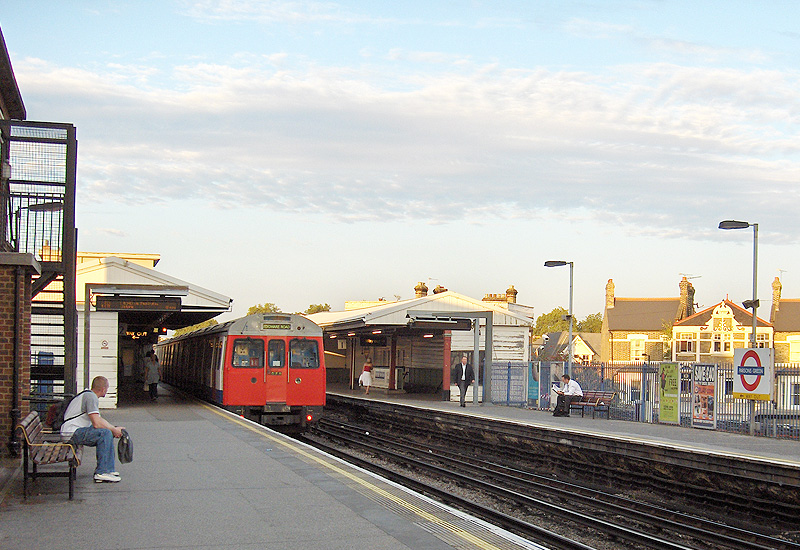
Piattaforme di Parsons Green verso nord
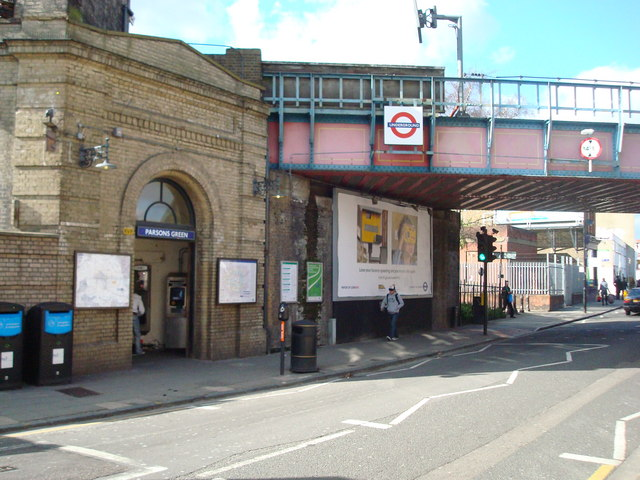
Ingresso da Parsons Green Lane
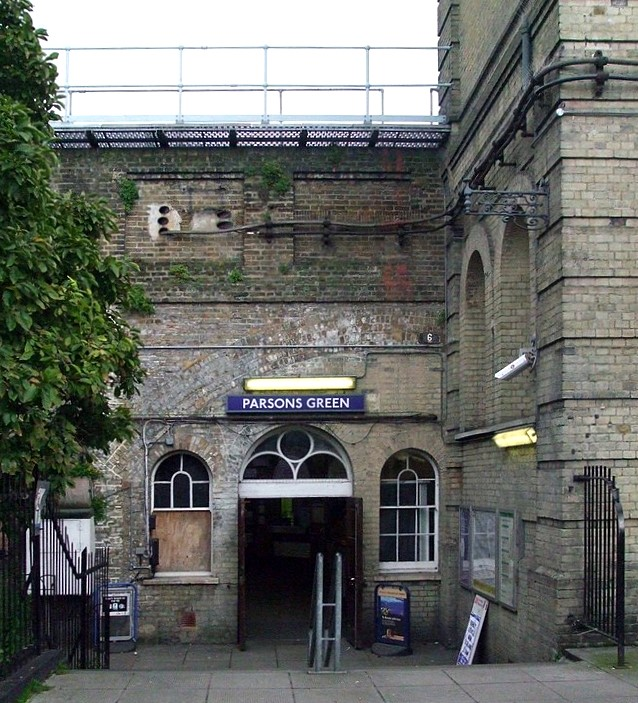
Ingresso nord da Beaconsfield Walk
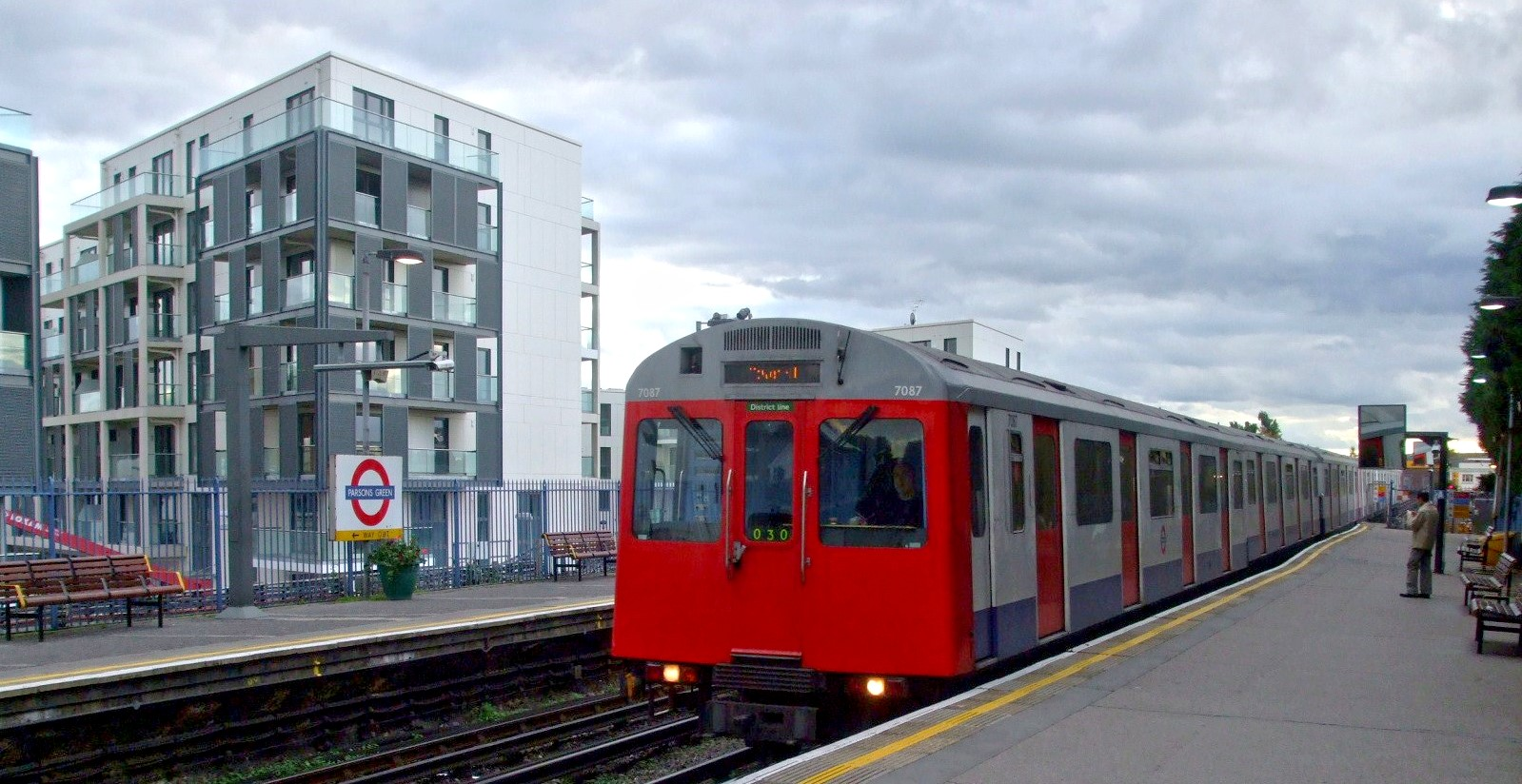
Treno alla stazione di Parsons Green